# 博多港貨物船防波堤衝突事故
博多港貨物船防波堤衝突事故（はかたこうかもつせんぼうはていしょうとつじこ）は、2021年（令和3年）11月28日夜遅くにパナマ船籍の貨物船「レディー・ローズマリー」（LADY ROSEMARY）が博多港の西防波堤に衝突し、船首部分が乗揚げ、燃料である重油等の油流出を起こした事故である。浮流油除去作業については、本来必要な措置を講ずべき船舶の船長及び船舶所有者では対応が不十分であったため、福岡海上保安部、福岡市漁業協同組合、福岡市港湾建設協会、福岡県警察、福岡市（港湾空港局等）などの多くの機関等がその作業にあたった。死傷者なし。

## 事故の発生場所
事故の発生場所は福岡市中央区那の津五丁目地先、博多港の西防波堤北側である。

## 船舶の概要
事故を起こした船舶の概要は次の通り。
- 船主：RISING SUN LINE, S. A.
- 船名：LADY ROSEMARY （レディー・ローズマリー）
- IMO番号：9355044
- 船籍：パナマ
- 全長：143メートル
- 総トン数：9,576トン
- 種類：貨物船（冷凍運搬船、積荷はバナナ）
- 乗組員：22人（日本人2人とフィリピン人20人）

船舶の写真
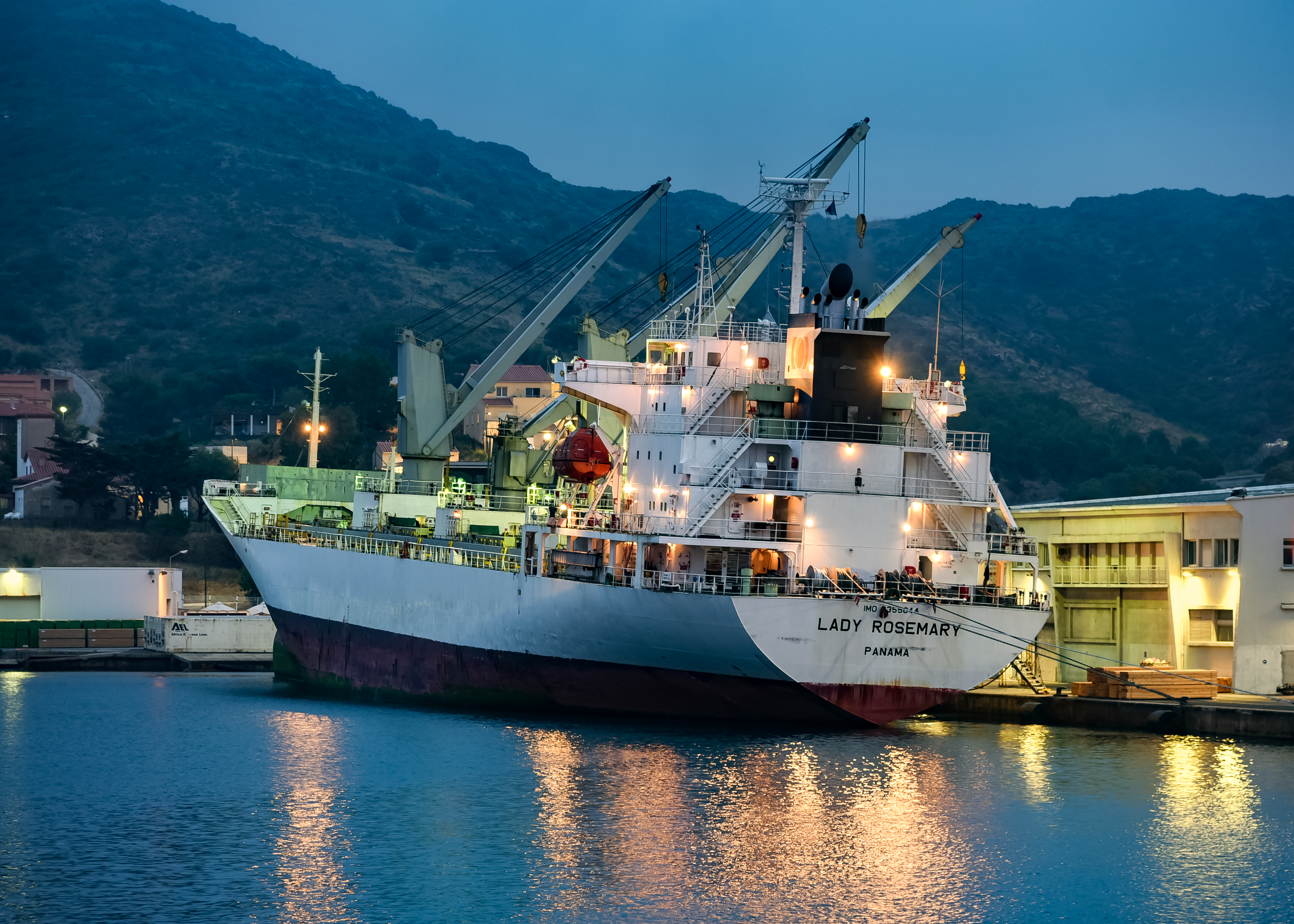
LADY ROSEMARY

## 事故の原因
福岡海上保安部によると、操船指揮していた船長の男性（70歳）が、レーダー等を使用した十分な見張りをせず、自船の位置を誤認したまま漫然と航行させたものと発表されている。また、港湾管理者である福岡市が福岡海上保安部に聴取したところ、「船長が南方にある別の灯台を、本来目標とすべき中央航路の灯台と思い込み、レーダー等の航海計器を使用して自船の正確な位置を確認することなく航行を続けた行為が事故の原因」との説明があった。

## 刑事手続
福岡海上保安部は2022年（令和4年）1月18日、業務上過失往来危険の疑いで、船長を福岡地方検察庁に書類送検した。

## 事故に伴う油の流出と回収
防波堤に衝突した船首から重油等の油が流出し、オイルフェンスで防ぎきれなかった一部の油が博多港内を中心に拡散した。福岡市の報告によると、油の流出量は約12キロリットルで、油吸着マット等により大部分は回収されたと報告されている。

## 港湾施設の被害
船舶の衝突により防波堤の一部が、幅約20メートル、奥行約4メートルの範囲で損壊した。この損壊部分には、12月21日に応急措置としてロープ及び灯火が設置された。

## 経緯
事故後の経緯は次の通り。
- 2021年（令和3年）11月28日：午後11時半過ぎに、博多港の船の航行を監視する福岡市博多ポートラジオ[注釈 6]から「衝突した船がある」と福岡海上保安部に連絡があった[5]。福岡海上保安部によると、午後11時30分頃に、積み荷のバナナを載せて博多港の岸壁（箱崎ふ頭4号岸壁）から神戸港に向けて出航したばかりのパナマ船籍の貨物船「LADY ROSEMARY」が、午後11時45分頃に博多港の西防波堤に衝突し、そのまま乗り上げた。乗組員22人にけがはないと報告されている。海上保安部は、午後11時51分に事故を認知した後、直ちに巡視艇により現場調査に出動、その場でオイルフェンスが必要と判断し、翌日午前1時頃に準備に入り、6時13分に防波堤の沖側への1重目のオイルフェンスの展張を完了している[6]。また、この事故で船首に亀裂が入り少量の油が海に流出したとされているが、福岡海上保安部が防波堤を挟んだ沖側及び陸側にオイルフェンスを張り、翌29日の午前中の時点では拡散は食い止められていると確認されている。[7][8]。

- 11月29日：福岡市は事故発生の約1時間後に発生を把握し情報収集を行った。福岡海上保安部より油防除措置の要請が同市に対してあり、夜が明けてから同市の港湾空港局職員が調査測量船「ちどり」で現場に向かい、6時50分に事故発生場所に到着、現場の調査を行うとともに、原因者に先立ち、関係者の中でもいち早く油の攪拌や油吸着マット油を取り除く作業を開始した[6][9]。市が現場を確認した時点で、既に海上保安部が1重のフェンスを設置していたが、2017年（平成29年）4月24日の事故（「箱崎ふ頭貨物船火災沈没事故」）の教訓を踏まえ、午前7時30分にフェンスの2重化、3重化について福岡市が「福岡市港湾建設協会」に要請した[6]。午前中ごろまでには一旦止まったと思われていた油の流出はまだ続いており、福岡市漁業協同組合の漁業者や同市職員が人員等を増強して作業に当たった。また、福岡海上保安部が主催する「関係者連絡会議」[注釈 7]の第1回が開催された。福岡海上保安部は船の引揚げ作業を行う会社とともに船を防波堤から引離す方法を検討していて、29日午後以降、作業を始める方針としていた[7]。船体の撤去を請け負った事業者から、翌日からしけが予想されることから、当日17時に船体を動かすためオイルフェンスを外してほしいという申出があり、オイルフェンスを外すことで中にある油が多少漏れることはやむを得ないが、後で回収するとのことであった。これに対し、福岡市（港湾空港局）は、油を海上に流出させることは認めず、船体から油を抜き油が出ないようにして、オイルフェンス内の油も全て回収するまではフェンスの取り外しは認めないと強く反対している。これにより、船体を移動させず、オイルフェンス内の油の回収を優先することをその場の関係者に納得させ、方針を変えさせた[6]。
- 11月30日：漂流した油の一部が志賀島漁港内に流入しており、漁船への付着など被害が拡大する可能性があるため、福岡市漁業協同組合志賀島支所は漁港の入口にオイルフェンスを設置した。また、それに伴い、福岡市は、志賀島漁港内にある渡船場に市営渡船が入港できないため、志賀島航路は、11月30日からオイルフェンス撤去までの期間、西戸崎～志賀島間を欠航し、博多～西戸崎間のみを運航することとした[注釈 8][10]。福岡市は沿岸パトロール及び岸壁等に付着した油の回収作業を開始し、原因者は船舶内の破損した燃料タンクからの油抜き取り作業を開始した。「関係者連絡会議」は第2回が開催された。
- 12月1日：原因者が油回収装置を投入し、オイルフェンス内の油回収作業を開始した。また、福岡市（消防局）が消防艇による油の撹拌作業を開始した。
- 12月2日：福岡市が油回収装置を投入し、オイルフェンス内等の油回収作業を開始した。「関係者連絡会議」の第3回が開催された。
- 12月3日：原因者が防波堤にオイルフェンスを設置(陸側の3重化) した。「関係者連絡会議」の第4回が開催された。
- 12月5日：原因者が船体の破損した燃料タンクからの油の抜取りを終了した[9][注釈 9]。また、防波堤にオイルフェンスを設置(陸側の4重化) した。
- 12月6日：「関係者連絡会議」の第5回が開催された。
- 12月7日：福岡海上保安部は船舶の撤去作業を行った。船首から流出した油の回収などに時間がかかり、船を動かしたのは事故発生からようやく10日目であった。同海保によると、作業は午前11時に始まり、タグボート2隻が貨物船を後方からえい航して防波堤から引き離した。作業の間、周辺の航路は閉鎖され、正午過ぎには博多港の中央ふ頭に船舶が着岸した[11]。その後、船舶は、中央ふ頭で船体検査等が行われたのちに、香椎パークポートへ移動した[1]。
- 12月8日：福岡市は、志賀島漁港内にある渡船場に市営渡船が入港できるようになったため、志賀島航路の西戸崎～志賀島間の運行を開始した。
- 12月9日：「関係者連絡会議」の第6回が開催された。
- 12月10日：同日午後、福岡市漁業協同組合が、博多湾で底引き網の試験操業を実施した。この調査に、福岡県水産海洋技術センター[注釈 10]も同行し、漁獲されたヒラメやエビ類等に油の付着や匂いは無く、流出油による水産物への影響がないことを確認した[12]。事故で操業を中止していた漁業者が12日ぶりに漁を再開した[13]。

- 12月13日：福岡海上保安部より、西防波堤の一部が倒壊しているとの通報が発表された[14]。
- 12月14日：福岡海上保安部は、日本人の男性船長が「灯台を見間違えて防波堤に衝突した」と供述していることを明らかにした。また、船長がレーダーによる見張りを怠り、目視や自身の経験だけで漫然と航行していたため灯台を見間違え、防波堤に気づかなかったとみている。船長は「衝突寸前に気づいたが回避が間に合わなかった」と話しているという[15]。また、福岡市（環境局）は博多湾の環境基準点で採水して油分を検出しなかったことを16日に確認した[9]。
- 12月16日：福岡市（港湾空港局）が海岸域の水質調査を実施し、流出した油が認められないことを確認した[9]。
- 12月18日：貨物船が同日夜、フィリピンの造船所へ出港した。近くの岸壁で応急修理を終え、自力でフィリピンへ航行して本格的に修理に入るという。事故で流出した油の回収はほぼ完了しており、福岡県は12月10日の試験操業で水産物に影響がないことを確認し、漁業者たちは漁を再開している。事故直後から油の除去作業に当たった漁業者たちは、福岡市漁業協同組合などが詳しい影響調査を予定している現場付近の海域を除いて既に漁を再開し、福岡市中央区の伊崎船だまりでは18日、毎週土曜の「伊崎のおさかな夕市」が3週間ぶりに開かれた[16]。
- 12月20日：福岡市漁業協同組合が、事故現場及び周辺海域の状況を確認した。
- 12月21日：西防波堤の損壊部に設置していたオイルフェンスは撤去され、同損壊部においては、ロープ及び灯火が設置された[4]。また、福岡海上保安部及び福岡市が、事故現場及び周辺海域の状況を確認した。
- 12月22日：「関係者連絡会議」の第7回が開催され、油防除作業の終結を関係者間で合意した。なお、福岡市漁業協同組合から原因者（船主等）に対して水産物への影響調査の要請がなされ、原因者は承諾した。
- 12月23日：福岡市は市議会の経済振興委員会で事故の対応を報告した。貨物船の撤去を請け負った業者が海が荒れるのを懸念して作業を急ぐよう主張したが、市が慎重な取組みを求めたことで多くの油の流出を防いだとしている[17]。

## 油流出の影響
貨物船の防波堤への衝突事故が発生した2021年（令和3年）11月28日の翌日29日の午前中までは、油の流出は少量とされ、福岡海上保安部によって行われたオイルフェンスの展張により翌29日の午前中の時点では拡散は食い止められていると確認されていたが、その後オイルフェンス内などで重油等の流出が増大し、悪天候も重なって、一時は志賀島の南側まで薄い油膜の広がりが認められた。

影響範囲については次の通りである。
- 海域：西防波堤の沖側から、志賀島南西海域にかけて浮流油を確認。また、同防波堤の港内側から、箱崎ふ頭、須崎ふ頭にかけて浮流油を確認。
- 陸域：主に箱崎ふ頭、東浜ふ頭、中央ふ頭、博多ふ頭、須崎ふ頭の岸壁にかけて、油や油のついた漂着物を確認。
- 河川：那珂川、御笠川で浮流油を確認。

## 浮流油除去作業
浮流油除去作業については、船舶より大量の油の排出があつたときは、船舶の船長は直ちに、排出された油の防除のための応急措置を講じなければならないとされており、また、船舶所有者は、直ちに、その防除のため必要な措置を講じなければならないとされているが、油の排出の規模が、船舶所有者等の対応できる範囲を大幅に超えたため、船舶所有者が手配した業者以外にも、以下に挙げる多くの機関等がその作業にあたった。
- 福岡海上保安部：「関係者連絡会議」の主催、オイルフェンスの展張、巡視艇等による浮流油の調査、船舶航走及び放水による油の攪拌除去等
- 福岡市漁業協同組合：オイルフェンスの展張、油吸着マット等による油回収（漁船）等
- 福岡市港湾建設協会
- 国土交通省九州地方整備局
- 福岡県：船舶航走による油の攪拌除去等
- 福岡県警察
- 福岡市：「流出油防除マニュアル 」[注釈 11]などに基づく[1]、オイルフェンスの展張、油吸着マット等による油回収（海上、陸上）、油回収装置によるオイルフェンス内の油回収、消防艇による調査・航走攪拌除去等[注釈 12]
- 海上災害防止センター：浮流油回収、油回収装置によるオイルフェンス内の油回収等
- サルベージ会社（船舶所有者の手配）：船舶損傷部の調査・補修、燃料タンクからの燃料抜取り等

## 損害賠償金
油防除作業に係る経費等に関する補償については、各関係者が具体的な請求金額の取りまとめを行った後に、保険会社である日本船主責任相互保険組合(Japan P&I Club)と交渉し、請求することとされている。